# Географія Сент-Кіттс і Невісу
Сент-Кіттс і Невіс — північноамериканська країна, що знаходиться в групі Малих Антильських островів Карибського регіону . Загальна площа країни 261 км² (212-те місце у світі), площа острова Сент-Кіттс — 168 км², острова Невіс — 93 км², з яких на суходіл припадає 261 км², а на поверхню внутрішніх вод — 0 км². Площа країни у 3 рази менша за площу території міста Києва. 

## Назва
Офіційна назва — Федерація Сент-Кіттс і Невіс, Сент-Кіттс і Невіс (англ. Federation of Saint Kitts and Nevis, Saint Kitts and Nevis). Назва країни походить від назв однойменних островів, що її складають. Острів Святого Кристофера був відкритий 1493 року Христофором Колумбом і названий ним Сан-Хорхе. Починаючи з 1627 року острів колонізують англійці і на мапах він підписується як Кіт, або Кіттс. Пізніше його назва була переосмислена і змінена на честь покровителя мандрівників, святого Христофора. Острів Невіс був відкритий Колумбом одночасно з Сент-Кіттсом і отримав назву Сан-Мартин, на честь християнського святого Мартина. Пізніше отримав іспанську назву Богоматір наша білосніжна (ісп. Nuestra Señora de las Nieves), що з часом скоротили і англізували до Невіс. Можливо, через колір хмар, що огортали гори острова.

## Географічне положення
Сент-Кіттс і Невіс — північноамериканська острівна країна, що не має сухопутного державного кордону. Острови лежать в групі Навітряних островів Малих Антильських островів. Сент-Кіттс і Невіс на заході омивається водами Карибського моря, на сході — водами Атлантичного океану. Загальна довжина морського узбережжя 135 км.

Морські кордони країн Карибського регіону
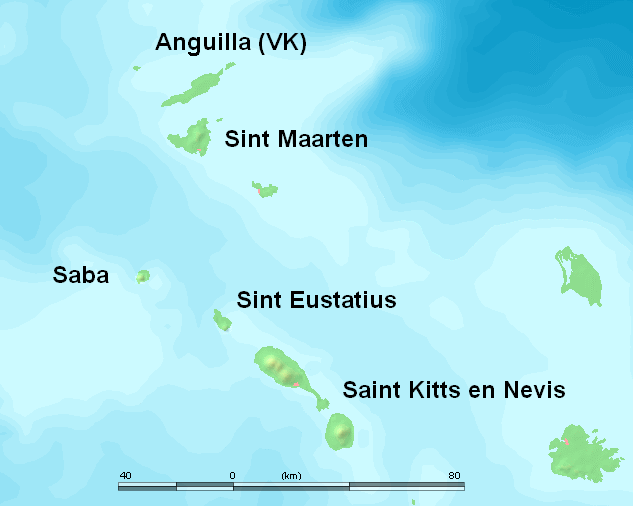
Сусідні острови

Згідно з Конвенцією Організації Об'єднаних Націй з морського права (UNCLOS) 1982 року, протяжність територіальних вод країни встановлено в 12 морських миль (22,2 км). Прилегла зона, що примикає до територіальних вод, в якій держава може здійснювати контроль необхідний для запобігання порушень митних, фіскальних, імміграційних або санітарних законів простягається на 24 морські милі (44,4 км) від узбережжя (стаття 33). Виключна економічна зона встановлена на відстань 200 морських миль (370,4 км) від узбережжя. Континентальний шельф — 200 морських миль (370,4 км) від узбережжя, або до континентальної брівки (стаття 76).

### Час
Час у Сент-Кіттс і Невісі: UTC-4 (-6 годин різниці часу з Києвом).

## Геологія
Територія країни складається з вулканічних островів. Найдавніші осадові гірські породи на них представлені пліоценом і міоценом.

### Корисні копалини
Надра Сент-Кіттс і Невісу не багаті на корисні копалини, розвідані запаси і поклади відсутні.

## Рельєф
Середні висоти — дані відсутні; найнижча точка — рівень вод Карибського моря (0 м); найвища точка — гора Ліамуїга (1156 м).

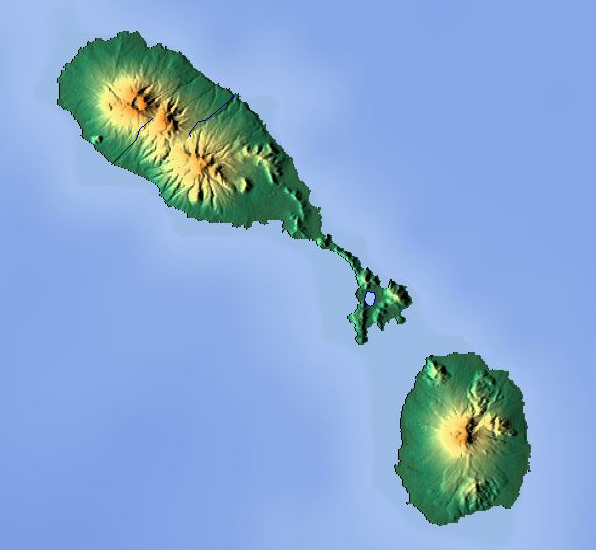
Рельєф Сент-Кіттсу і Невісу
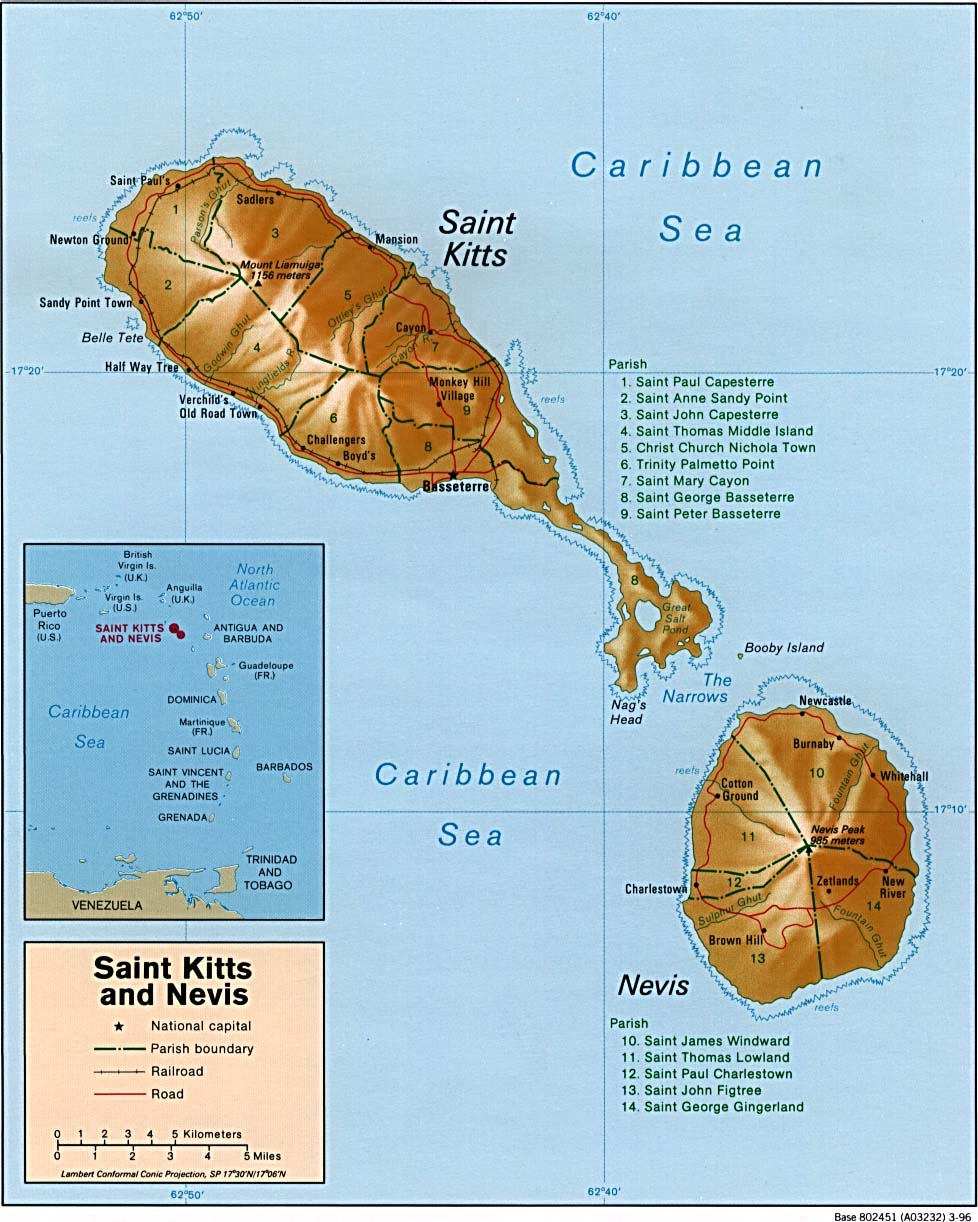
Рельєф Сент-Кіттсу і Невісу
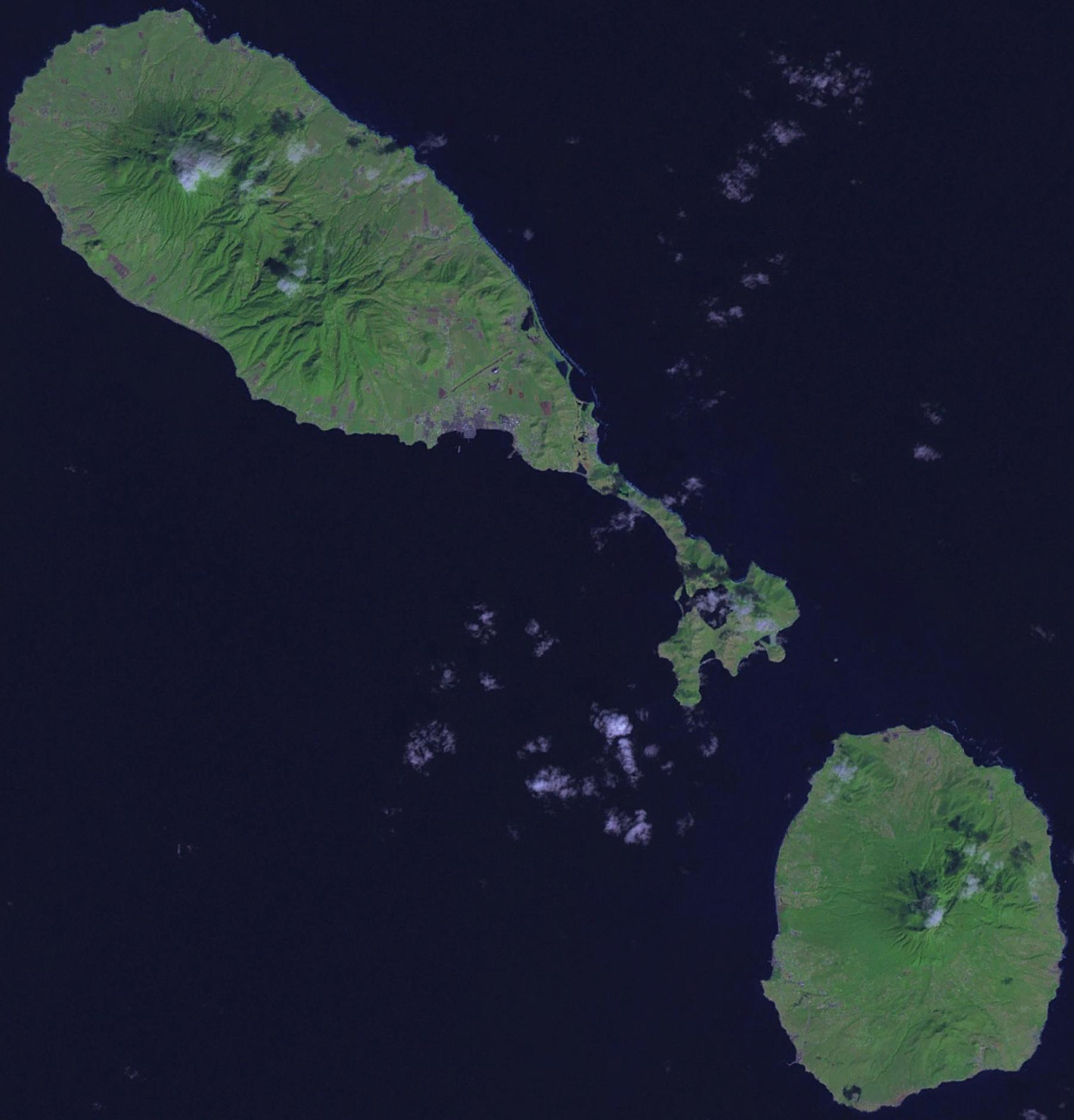
Супутниковий знімок поверхні країни
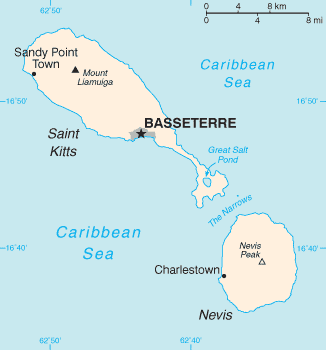
Карта країни (англ.)
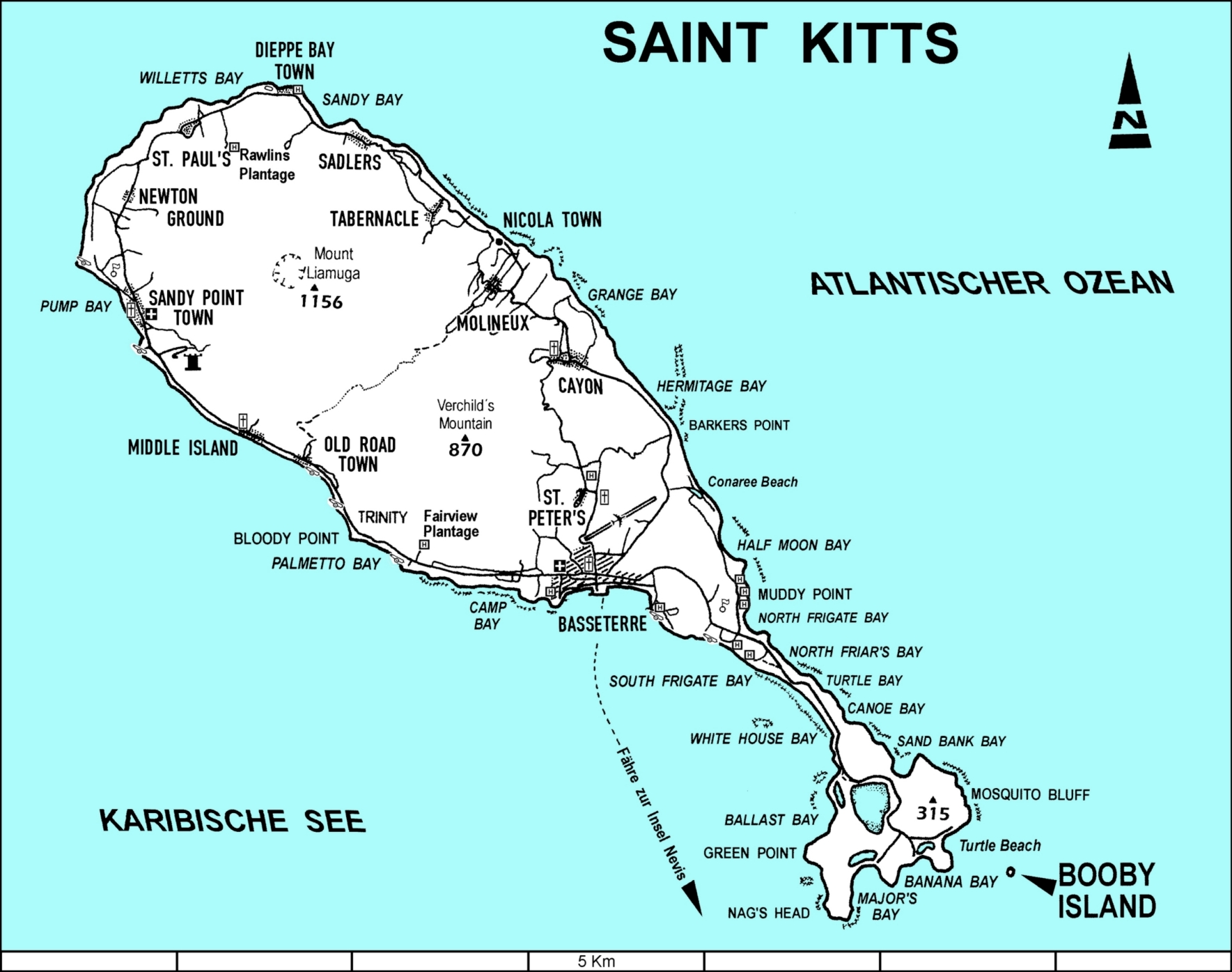
Карта країни (нім.)

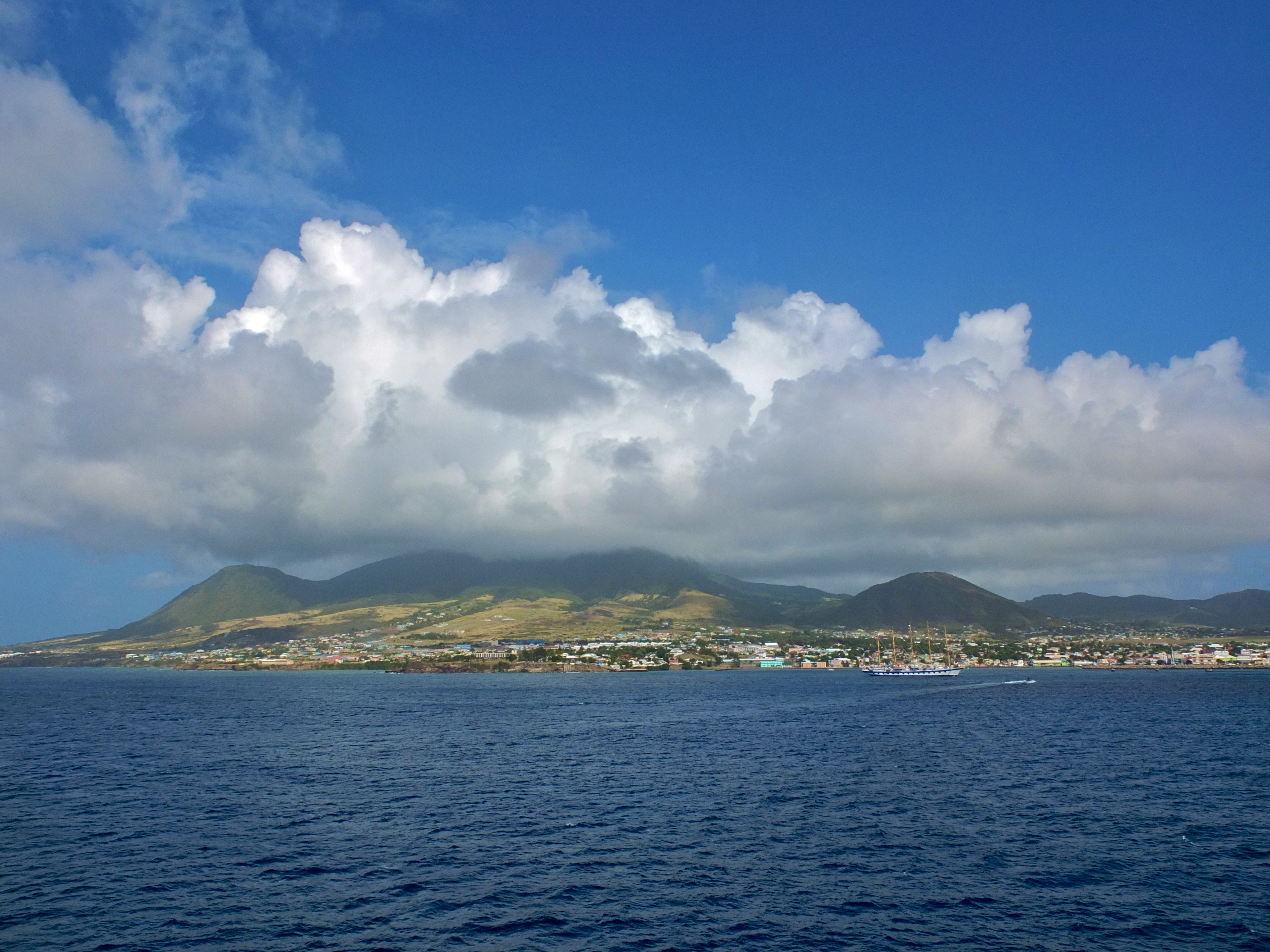
Рельєф Сен-Крістоферу
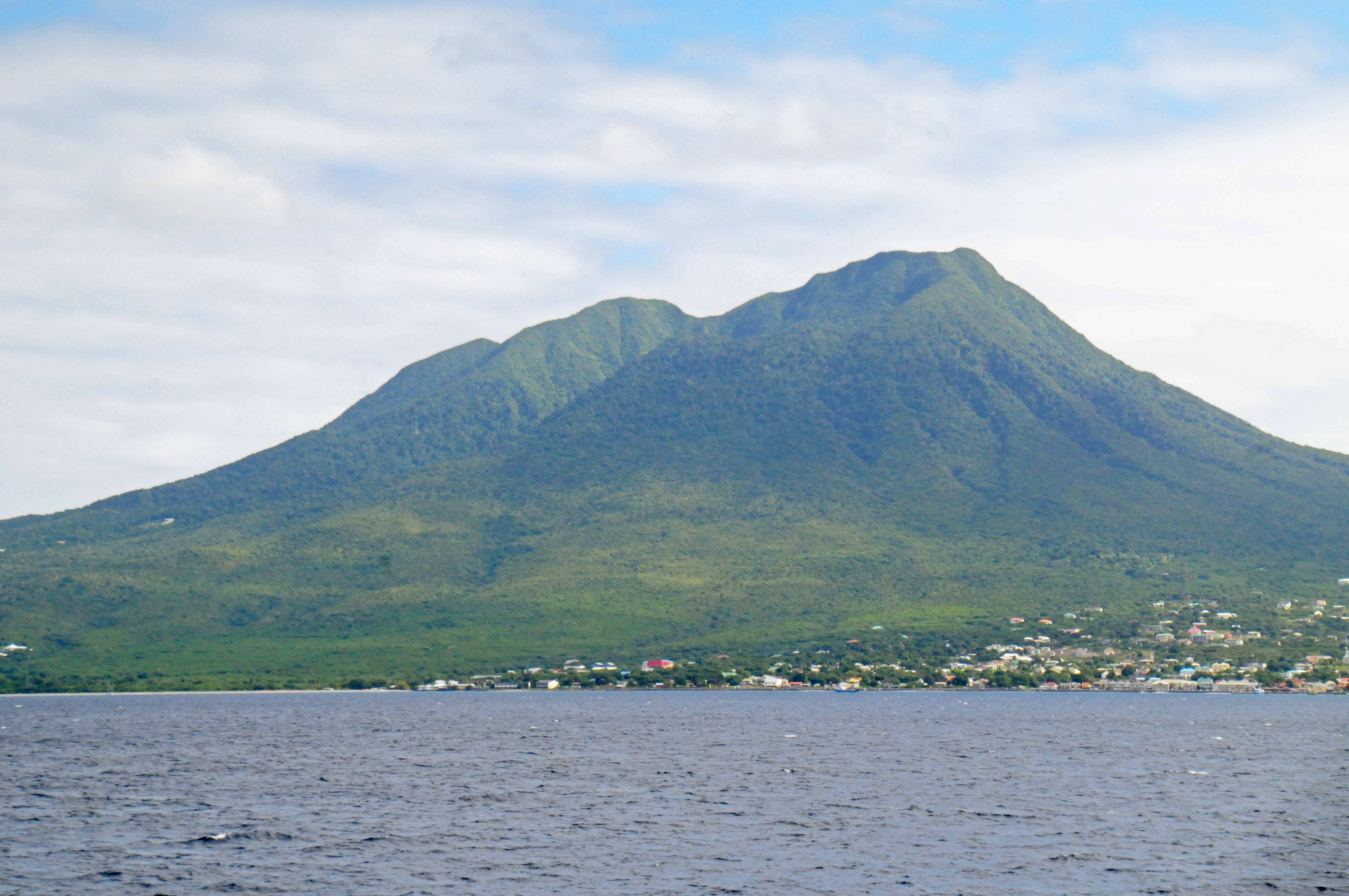
Пік Невіс
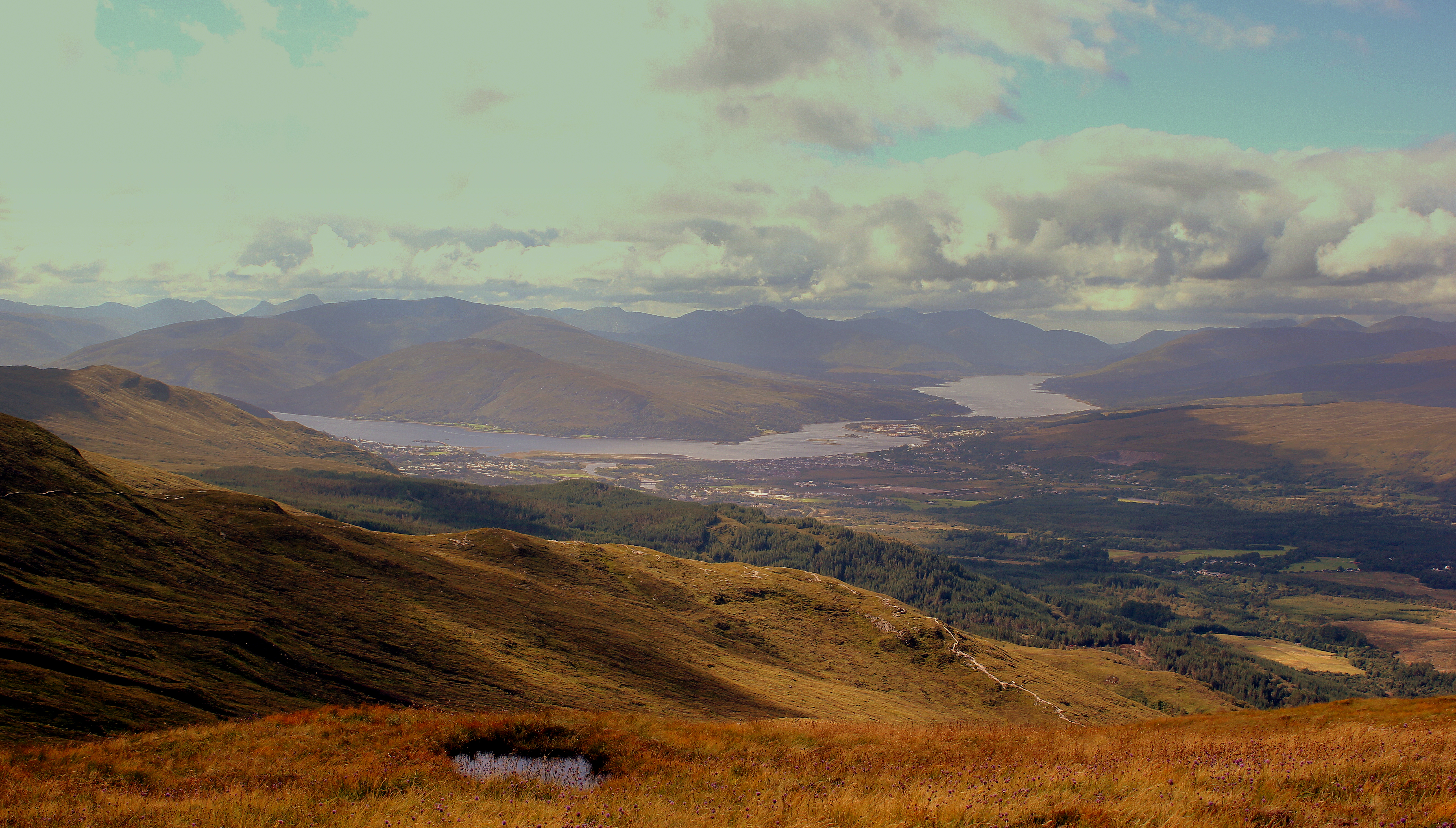
Ландшафти Невісу

### Узбережжя

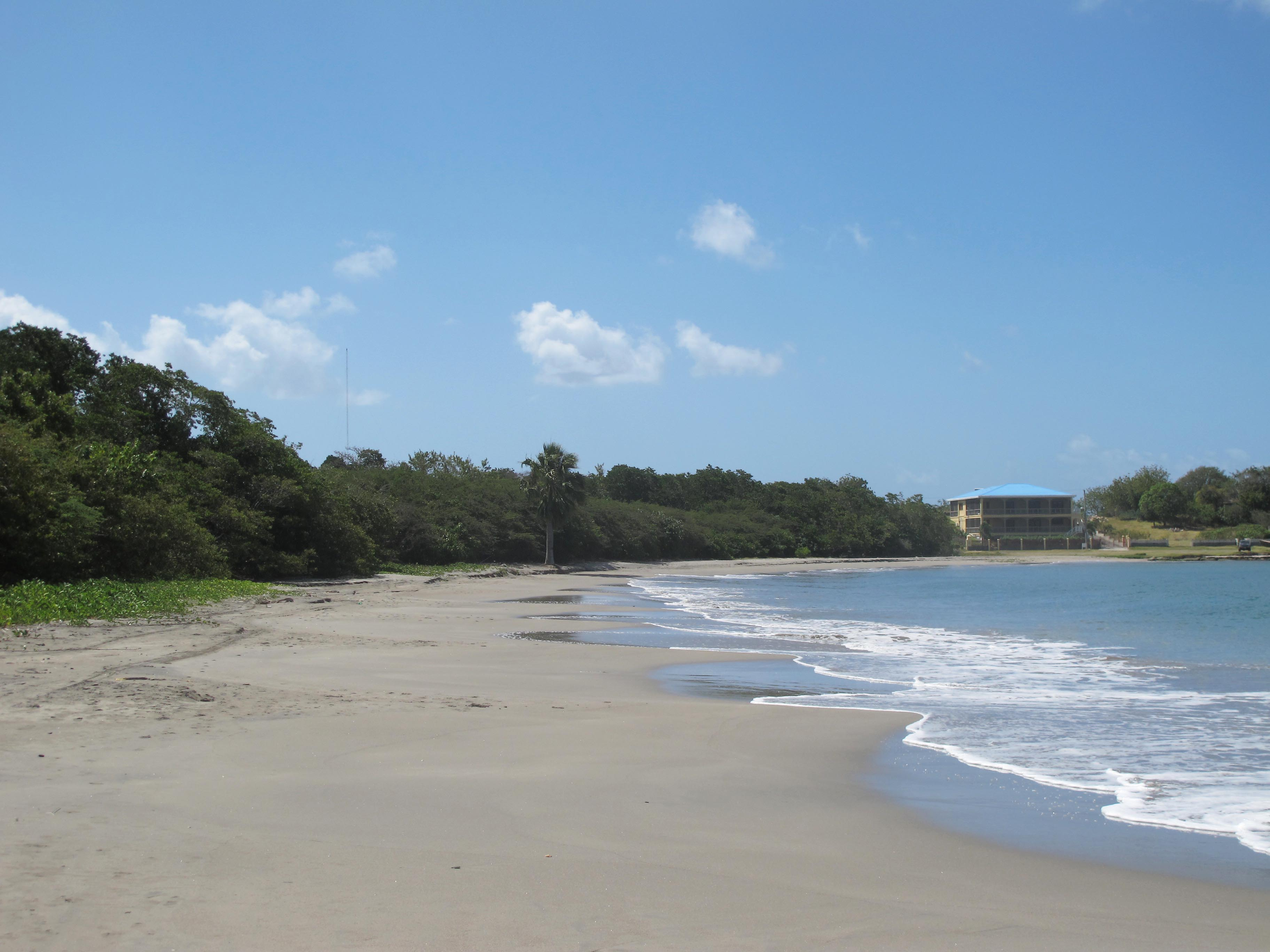
Пляж Галлов-Бей, острів Невіс
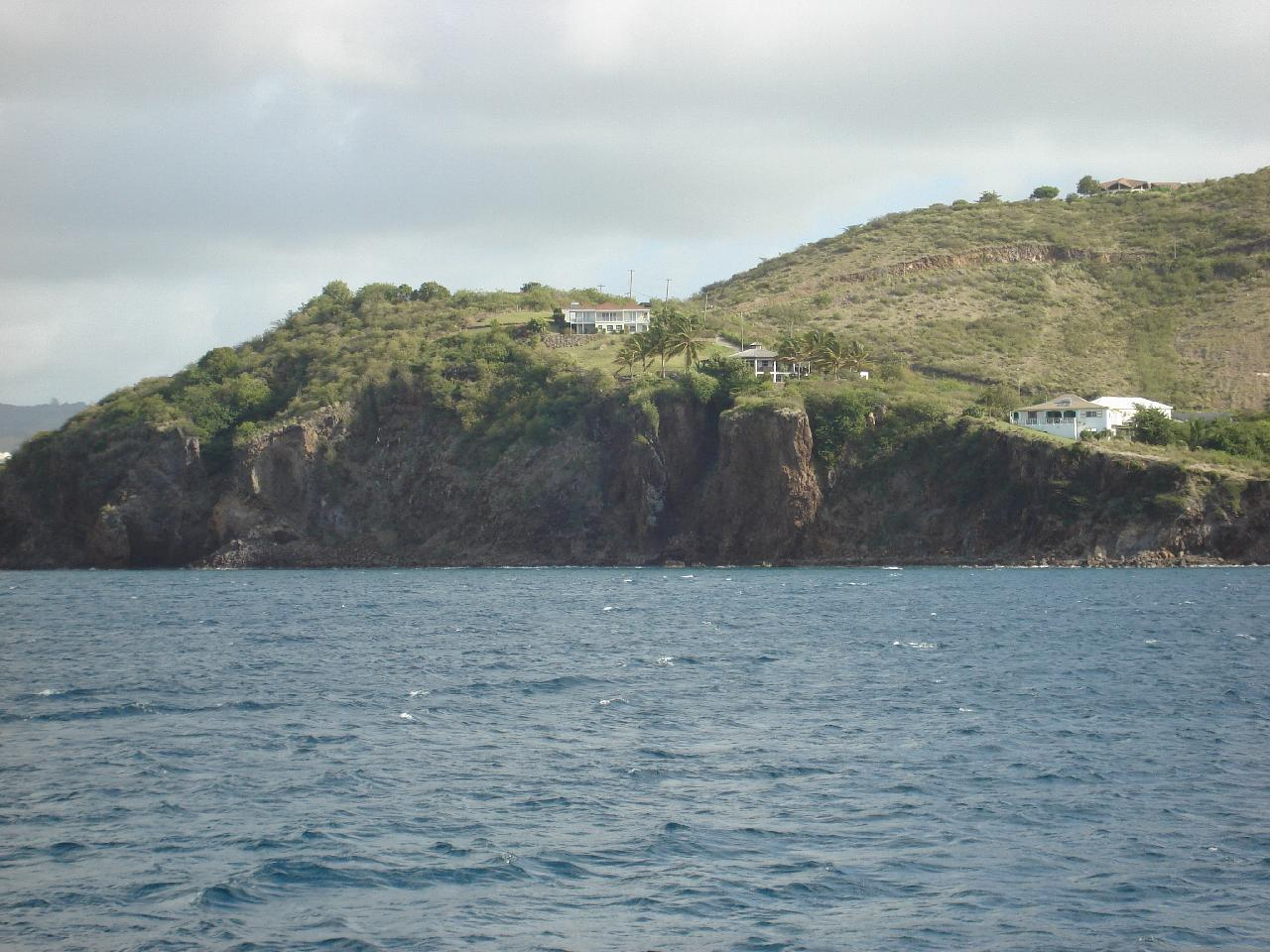
Береги Сент-Кіттсу
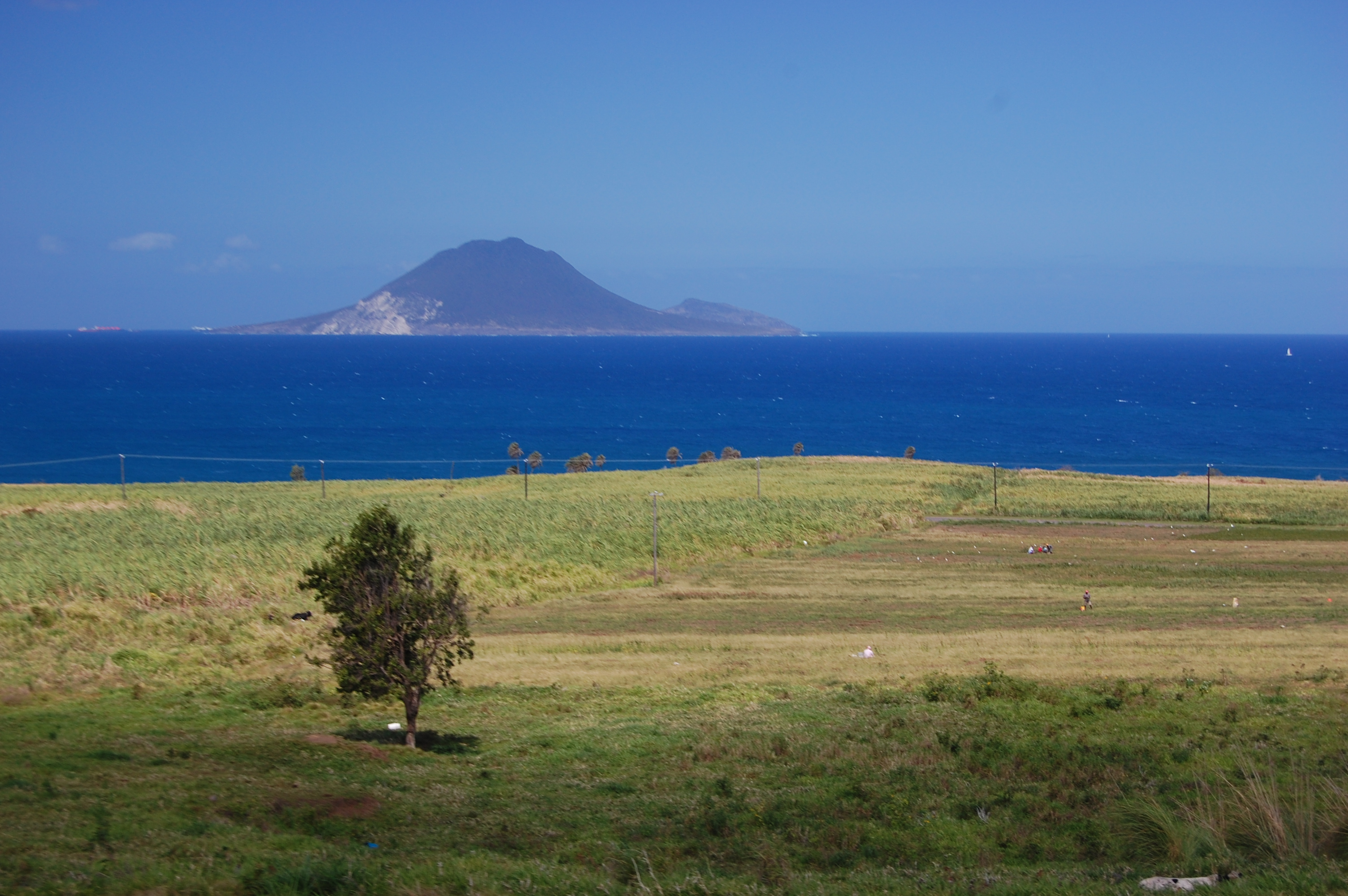
Сент-Кіттс, на обрії Сінт-Естатіус

## Клімат
Територія Сент-Кіттс і Невісу лежить у тропічному кліматичному поясі. Увесь рік панують тропічні повітряні маси. Сезонний хід температури повітря чітко відстежується. Переважають східні пасатні вітри, достатнє зволоження (на підвітряних схилах відчувається значний дефіцит вологи). У теплий сезон з морів та океанів часто надходять тропічні циклони.

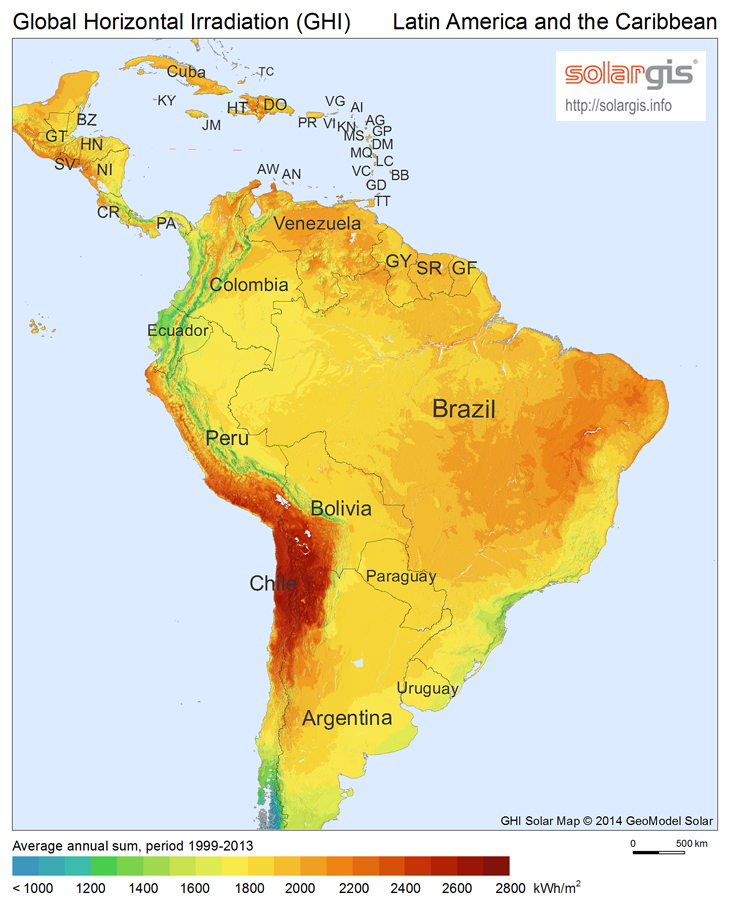
Сонячна радіація (англ.)
Кліматична карта Антильських островів за Кеппеном
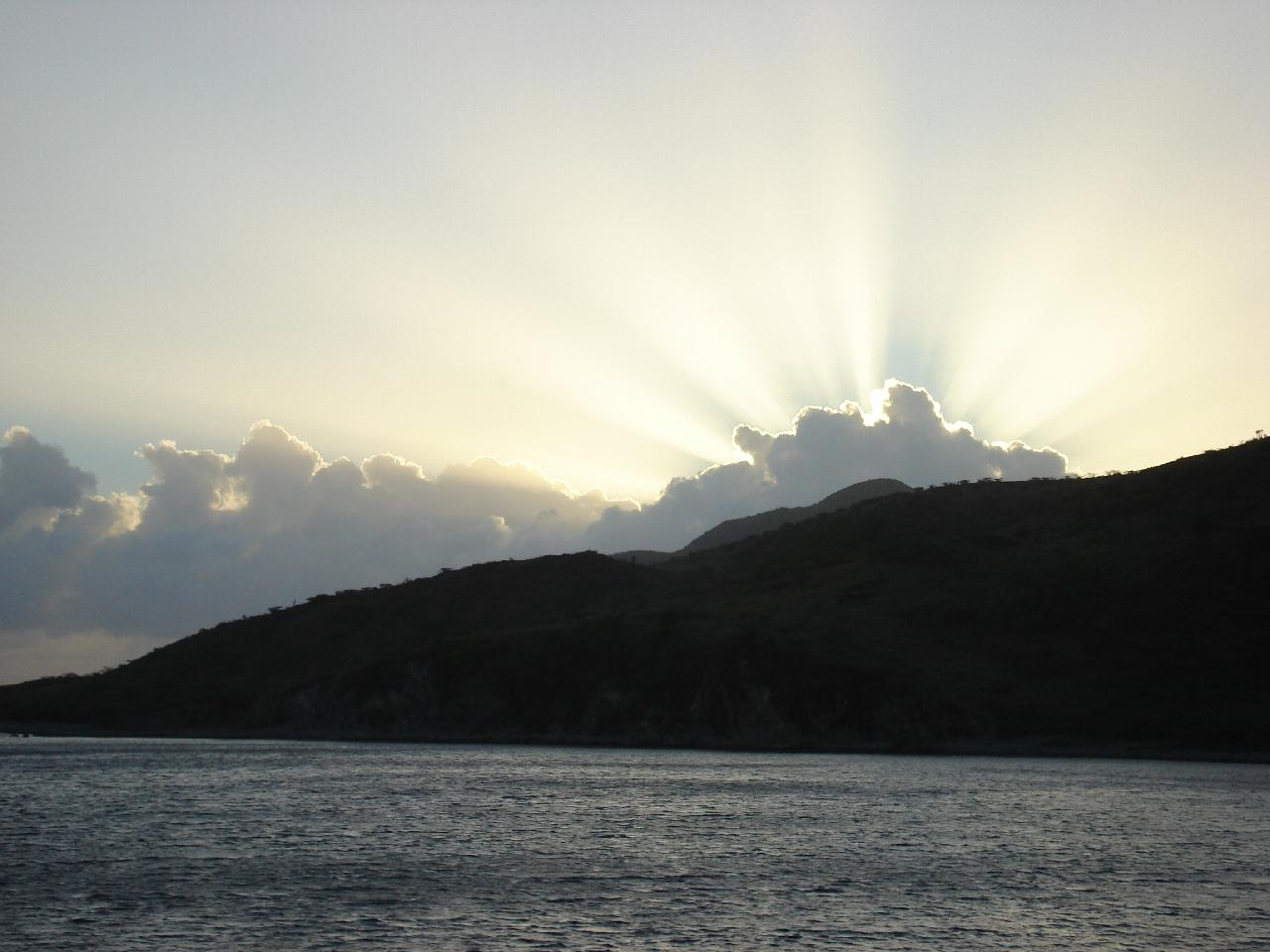
Хмарність над островами

Сент-Кіттс і Невіс не є членом Всесвітньої метеорологічної організації (WMO).

## Внутрішні води
Загальні запаси відновлюваних водних ресурсів (ґрунтові і поверхневі прісні води) становлять 0,02 км³. Станом на 2012 рік в країні налічувалось 8 км² зрошуваних земель.

Гідрографічна мережа Сент-Кіттсу і НевісуГідрографічна мережа Сент-Кіттсу і Невісу

### Річки
Річки країни належать басейну Атлантичного океану.

## Рослинність
Земельні ресурси Сент-Кіттс і Невісу (оцінка 2011 року):
- придатні для сільськогосподарського обробітку землі — 23,1 %,
  - орні землі — 19,2 %,
  - багаторічні насадження — 0,4 %,
  - землі, що постійно використовуються під пасовища — 3,5 %;
- землі, зайняті лісами і чагарниками — 42,3 %;
- інше — 34,6 %[1].

## Тваринний світ
У зоогеографічному відношенні територія країни відноситься до Антильської підобласті Неотропічної області.

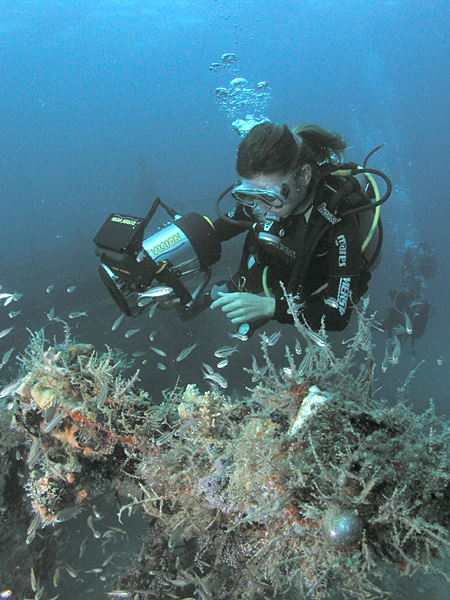
Кораловий риф
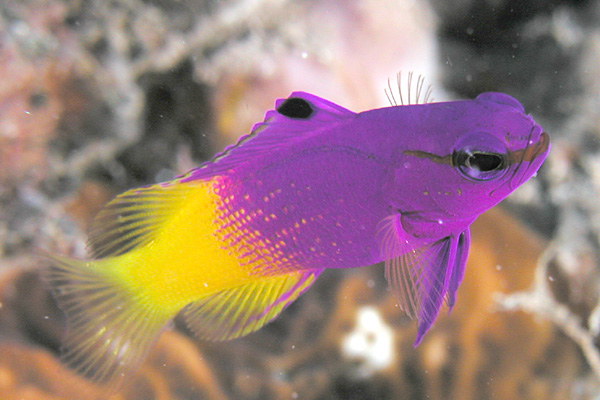
Королівська грамма
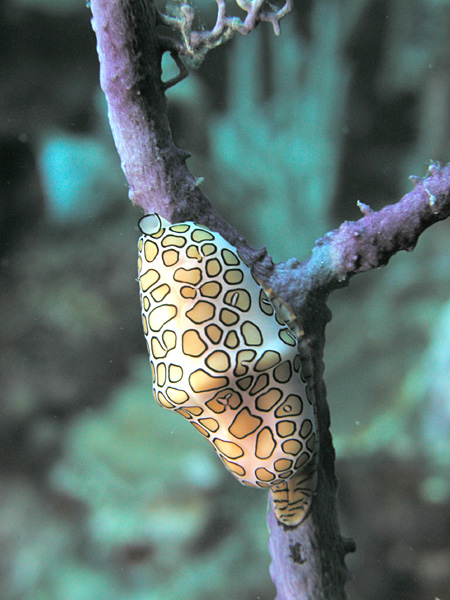
Язик фламінго, представник морських черевоногих

## Охорона природи
Сент-Кіттс і Невіс є учасником ряду міжнародних угод з охорони навколишнього середовища:
- Конвенції про біологічне різноманіття (CBD),
- Рамкової конвенції ООН про зміну клімату (UNFCCC),
- Кіотського протоколу до Рамкової конвенції,
- Конвенції ООН про боротьбу з опустелюванням (UNCCD),
- Конвенції про міжнародну торгівлю видами дикої фауни і флори, що перебувають під загрозою зникнення (CITES),
- Базельської конвенції протидії транскордонному переміщенню небезпечних відходів,
- Конвенції з міжнародного морського права,
- Лондонської конвенції про запобігання забрудненню моря скиданням відходів,
- Монреальського протоколу з охорони озонового шару,
- Міжнародної конвенції запобігання забрудненню з суден (MARPOL),
- Міжнародної конвенції з регулювання китобійного промислу[1].

## Стихійні лиха та екологічні проблеми
На території країни спостерігаються небезпечні природні явища і стихійні лиха: урагани з липня по жовтень.
У країні значних екологічних проблем не відмічається.

## Фізико-географічне районування
У фізико-географічному відношенні територію Сент-Кіттс і Невісу можна розділити на _ райони, що відрізняються один від одного рельєфом, кліматом, рослинним покривом: .

### Українською
- Атлас світу / голов. ред. І. С. Руденко ; зав. ред. В. В. Радченко ; відп. ред. О. В. Вакуленко. — К. : ДНВП «Картографія», 2005. — 336 с. — ISBN 9666315467.
- Атлас. 7 клас. Географія материків і океанів / Укладачі О. Я. Скуратович, Н. І. Чанцева. — К. : ДНВП «Картографія», 2014.
- Бєлозоров С. Т. Географія материків. — К. : Вища школа, 1971. — 371 с.
- Барановська О. В. Фізична географія материків і океанів : навч. посіб. для студентів ВНЗ : [у 2 ч.]. — Н. : Ніжинський державний університет ім. Миколи Гоголя, 2013. — 306 с. — ISBN 978-617-527-106-3.
- Сент-Кіттс і Невіс // Гірничий енциклопедичний словник : [у 3-х тт.] / за ред. В. С. Білецького. — Д. : Східний видавничий дім, 2004. — Т. 3. — 752 с. — ISBN 966-7804-78-X.
- Дубович І. А. Країнознавчий словник-довідник. — 5-те вид., перероб. і доп. — К. : Знання, 2008. — 839 с. — ISBN 978-966-346-330-8.
- Економічна і соціальна географія країн світу. Навчальний посібник / За ред. Кузика С. П. — Л. : Світ, 2002. — 672 с. — ISBN 966-603-178-7.
- Панасенко Б. Д. Фізична географія материків : навч. посіб. : в 2 ч. — В. : ЕкоБізнесЦентр, 1999. — 200 с.
- Юрківський В. М. Регіональна економічна і соціальна географія. Зарубіжні країни: Підручник. — 2-ге. — К. : Либідь, 2001. — 416 с. — ISBN 966-06-0092-5.

### Англійською
- (англ.) Graham Bateman. The Encyclopedia of World Geography. — Andromeda, 2002. — 288 с. — ISBN 1871869587.
- (англ.) Donovan, Steven K.; Jackson, Trevor A. (1994). Caribbean Geology: An Introduction. University of West Indies. с. 289. ISBN 9764100333.

### Російською
- (рос.) Сент-Киттс и Невис // Латинская Америка. Энциклопедический справочник [в 2-х тт.] / Главный редактор В. В. Вольский. — М. : Советская энциклопедия, 1982. — Т. 2. К-Я. — 656 с.
- (рос.) Авакян А. Б., Салтанкин В. П., Шарапов В. А. Водохранилища. — М. : Мысль, 1987. — 326 с. — (Природа мира)
- (рос.) Алисов Б. П., Берлин И. А., Михель В. М. Курс климатологии [в 3-х тт.] / под. ред. Е. С. Рубинштейн. — Л. : Гидрометеоиздат, 1954. — Т. 3. Климаты земного шара. — 320 с.
- (рос.) Апродов В. А. Вулканы. — М. : Мысль, 1982. — 368 с. — (Природа мира)
- (рос.) Апродов В. А. Зоны землетрясений. — М. : Мысль, 2010. — 462 с. — (Природа мира) — ISBN 978-5-244-01122-7.
- (рос.) Букштынов А. Д., Грошев Б. И., Крылов Г. В. Леса. — М. : Мысль, 1981. — 316 с. — (Природа мира)
- (рос.) Власова Т. В. Физическая география материков. С прилегающими частями океанов. Евразия, Северная Америка. — 4-е, перераб. — М. : Просвещение, 1986. — 417 с.
- (рос.) Гвоздецкий Н. А. Карст. — М. : Мысль, 1981. — 214 с. — (Природа мира)
- (рос.) Гвоздецкий Н. А., Голубчиков Ю. Н. Горы. — М. : Мысль, 1987. — 400 с. — (Природа мира)
- (рос.) Географический энциклопедический словарь: географические названия / под. ред. А. Ф. Трёшникова. — 2-е изд., доп. — М. : Советская энциклопедия, 1989. — 585 с. — ISBN 5-85270-057-6.
- (рос.) Дорст Ж. Центральная и Южная Америка. — М. : Прогресс, 1977. — 318 с. — (Континенты, на которых мы живем)
- (рос.) Исаченко А. Г., Шляпников А. А. Ландшафты. — М. : Мысль, 1989. — 504 с. — (Природа мира) — ISBN 5-244-00177-9.
- (рос.) Каплин П. А., Леонтьев О. К., Лукьянова С. А., Никифоров Л. Г. Берега. — М. : Мысль, 1991. — 480 с. — (Природа мира) — ISBN 5-244-00449-2.
- (рос.) Словарь современных географических названий / под общей редакцией акад. В. М. Котлякова. — Екатеринбург : У-Фактория, 2006.
- (рос.) Литвин В. М., Лымарев В. И. Острова. — М. : Мысль, 2010. — 288 с. — (Природа мира) — ISBN 978-5-244-01129-6.
- (рос.) Лобова Е. В., Хабаров А. В. Почвы. — М. : Мысль, 1983. — 304 с. — (Природа мира)
- (рос.) Максаковский В. П. Географическая картина мира. Книга I: Общая характеристика мира. — М. : Дрофа, 2008. — 495 с. — ISBN 978-5-358-05275-8.
- (рос.) Максаковский В. П. Географическая картина мира. Книга II: Региональная характеристика мира. — М. : Дрофа, 2009. — 480 с. — ISBN 978-5-358-06280-1.
- (рос.) Сент-Киттс и Невис // Поспелов Е. М. Топонимический словарь. — М. : АСТ, 2005. — 229 с. — ISBN 5-17-016407-6.
- (рос.) География / под ред. проф. А. П. Горкина. — М. : Росмэн-Пресс, 2006. — 624 с. — (Современная иллюстрированная энциклопедия) — ISBN 5-353-02443-5.
- (рос.) Физико-географический атлас мира. — М. : Академия наук СССР и ГУГК СССР, 1964. — 298 с.
- (рос.) Энциклопедия стран мира / глав. ред. Н. А. Симония. — М. : НПО «Экономика» РАН, отделение общественных наук, 2004. — 1319 с. — ISBN 5-282-02318-0.